# OT-90
OT-90 - czechosłowacki transporter opancerzony. Wozy bojowe tego typu powstały przez przebudowę bojowych wozów piechoty BMP-1.

## Historia
W czasach zimnej wojny Czechosłowacka Armia Ludowa należała do silniejszych armii Układu Warszawskiego. Na początku lat 80. XX wieku dowództwo CzAL podjęło decyzję o całkowitym zastąpieniu eksploatowanych transporterów bojowymi wozami piechoty. Zwiększyło to siłę ognia i mobilność oddziałów piechoty zmechanizowanej, ale spowodowało duże problemy kiedy Czechosłowacja stała się pod koniec lat 80. stroną układu CFE-1 określającego limity podstawowych rodzajów uzbrojenia.
Czechosłowacja dysponowała za dużą liczbą bojowych wozów piechoty, a jednocześnie prawie nie wykorzystywała przyznanego limitu ilości transporterów opancerzonych. Początkowo planowano wycofanie z uzbrojenia nadmiarowych BMP-1 i zakup w ZSRR dużej partii transporterów BTR-70 lub BTR-80, ewentualnie wznowienie produkcji zmodernizowanej wersji transportera SKOT. Plany zakupów transporterów BTR szybko zarzucono, a z planów wznowienia produkcji SKOT-a musiano zrezygnować z powodu braku zainteresowania polskiego przemysłu.
Ostatecznie władze Czechosłowacji postanowiły przebudować nadmiarowe BMP-1 na transportery opancerzone. Według przyjętej na potrzeby traktatu definicji podstawową różnicą pomiędzy transporterami a bojowymi wozami piechoty było uzbrojenie. Transporter opancerzony nie mógł posiadać działka kalibrze 20 mm lub większym.
Prace rozpoczęto bezpośrednio przed podpisaniem układu CFE w 1989 roku. W celu przyspieszenia prac postanowiono zastąpić oryginalną wieżę BMP-1 radziecką, opracowaną w latach 60. uniwersalną wieżą stosowana w wozach BTR-60 i BRDM-2 (później także w czeskim SKOT-2A). Była ona wyposażona w wielkokalibrowy karabin maszynowy KPWT i karabin maszynowy SGMT. W 1990 roku nowy transporter przyjęto do uzbrojenia jako OT-90 (Obrneny Transporter vzor 90).
W ciągu 1990 roku przebudowano większość nadmiarowych BMP-1. Wysokie tempo przebudowy wskazuje że prawdopodobnie wykorzystywano wieże z wycofanych wcześniej z uzbrojenia transporterów SKOT-2A. Wprowadzenie do uzbrojenia OT-90 spowodowało ostateczne wycofanie z uzbrojenia starszych typów transporterów. Pozostałe w uzbrojeniu wozy typów BRDM-2, OT-64 (SKOT), OT-65 (FUG) i BTR-60 były pojazdami ze specjalnym wyposażeniem (wozy dowodzenia, nosiciele ppk itp.).
Krótki czas projektowania spowodował, że nowa konstrukcja nie została dostatecznie przetestowana. Już po krótkim okresie eksploatacji do dowództwa CzAL zaczęły napływać krytyczne opinie dotyczące nowego transportera. Wskutek zmiany wyważenia (nowa wieża była lżejsza) pogorszyły się własności trakcyjne oraz pogorszyła pływalność. Siedzenie strzelca uniemożliwiało szybkie zajmowanie stanowiska przez strzelca (przestrzeń wewnątrz BMP-1 jest mniejsza niż w transporterach kołowych), brak mechanizmu odsysania gazów prochowych utrudniał użycie broni. Uznano także że celownik PP-61 nie daje strzelcowi możliwości obserwacji pola walki. Przestarzały też był km SGMT, a mogący strzelać wyłącznie seriami KPWT miał niską celność. Wykryto także kilka innych drobnych wad utrudniających eksploatację transportera (np. zawodne zasilanie wieży).
W 1992 roku w wojskowym zakładzie remontowym w Sztemberku przebudowano jeden z OT-90. Właściwości trakcyjne poprawiono wyposażając drugą parę wahaczy kół nośnych w amortyzatory hydrauliczne (wcześniej amortyzatory mocowano tylko przy pierwszej i ostatniej parze wahaczy). Po testach regulaminowo zakazano pokonywania przeszkód wodnych bez obciążenia tylnej części pojazdu (desant lub balast).
Najbardziej zmodyfikowano wieżę. Wyposażono ją w amortyzowane siedzenie z trzypunktowymi pasami bezpieczeństwa. Karabin maszynowy SGMT zastąpiono nowoczesnym PKT. Z lewej strony wieży zamocowano celownik obserwacyjny TPN-350. Poprawiono także rozmieszczenie skrzynek amunicyjnych i zmodernizowano oświetlenie wnętrza wieży. Wozy zmodernizowane do tej wersji otrzymały oznaczenie OT-90M1.
W 1993 roku powstał prototyp kolejnej modyfikacji OT-90. Ośrodku badawczy PV-010 w Wyszkovie ponownie zmodyfikowano podwozie, zakłady w Slaviczynie zmodyfikowały wyposażenie wieży, a zakłady w Sztemberku zmodyfikowały stanowisko strzelca i wyposażenie elektryczne wieży (w sposób analogiczny jak w wersji OT-90M1). Zmodernizowany wariant otrzymał oznaczenie OT-90M2 i po testach w 1994 postanowiono do niego przebudować wszystkie OT-90. Do modernizacji wykorzystano niektóre elementy zdemontowanych wież BMP-1. Okazało się, że nie zostały one zezłomowane, ale zmagazynowano je "dla potrzeb fortyfikacyjnych". Z wież BMP-1 wykorzystano między innymi obrotową podłogę z centralnym stykiem elektrycznym, elektrospusty i instalację elektryczną.
Po modernizacji wieża miała napędy elektryczne. Zmodernizowany KPWT może strzelać ogniem pojedynczym i seriami dzięki czemu znacznie zmniejszył się rozrzut pocisków. Zwiększono także opancerzenie wieży dzięki czemu jej odporność na ostrzał jest taka sama jak przodu kadłuba.

## Opis
OT-90 jest transporterem opancerzonym przeznaczonym do transportu drużyny piechoty. Zapewnia jej zabezpieczenie przed pociskami broni ręcznej oraz wsparcie, gdy przystępuje ona do działania poza pojazdem. OT-90 może pływać bez wcześniejszego przygotowania..
Załogę OT-60 tworzy dowódca, strzelec, kierowca i ośmiu żołnierzy desantu. Kierowca i dowódca zajmują miejsce w przedziale kierowania (jeden za drugim), działonowy w wieży, żołnierze desantu w tylnej części pojazdu.
Kadłub OT-90 tworzy sztywną skrzynię zespawaną ze stalowych blach o grubości:
- przednia górna część kadłuba - 7 mm (80°)
- przednia dolna część kadłuba - 19 mm (57°)
- górna część burty - 16 mm (14°)
- dolna część burty - 18 mm (0°)
- tylna ścianka kadłuba - 16 mm (19°)
- strop kadłuba - 6 mm (90°)

W przedniej części kadłuba znajdują się przedziały kierowania i napędowy z silnikiem UTD-20. W środkowej przedział bojowy z wieżą, a w tylnej przedział desantu.
W przedziale napędowym umieszczony jest silnik i układ przeniesienia mocy. Napęd OT-90 stanowi 6-cylindrowy, czterosuwowy, wysokoprężny, niedoładowany, chłodzony cieczą silnik UTD-20. Jest on zbudowany w układzie V i ma pojemność 15 800 cm³. Moc przy 2600 obr./min wynosi 300 KM. Moc z silnika na koła napędowe jest przenoszona przy pomocy sterowanego mechanicznie i hydraulicznie mechanicznego układu przeniesienia mocy. Mechanizm przenoszenia mocy umożliwia ruch wozu do tyłu, hamowanie oraz skręcanie. Skrzynia biegów pięciobiegowa (pięć biegów do przodu + wsteczny). Łączny zapas paliwa wynosi 645 dm³.
OT-90 posiada zawieszenie niezależne na wałkach skrętnych. Każde z 12 kół jezdnych jest połączone za pomocą wahacza z wałkiem skrętnym. Wahacze pierwszej i ostatniej (w wersji OT-90M1 i OT-90M2 także drugiej) pary kół nośnych są dodatkowo zamocowane do teleskopowych amortyzatorów hydraulicznych dwustronnego działania. Napęd z silnika jest przekazywany na znajdujące się w przedniej części pojazdu koła napędowe. Z tyłu pojazdu znajdują się koła napinające. Pojazd posiada dwie gąsienice, każda składa się z 84 ogniw.
W przedziale kierowania stanowiska mają kierowca i dowódca. Kierowca obserwuje teren przed wozem za pomocą czterech peryskopów TNPO-170A umieszczonych wokół włazu i zapewniających obserwację w sektorze 197°. Środkowy peryskop może być zamieniony na peryskop podnoszony TNPO-350B zapewniający obserwację przy podniesionym falochronie, lub peryskop nocny TWNE-1PA (lub TWNO-2) o polu widzenia 35° zapewniający obserwację na odległość 60-100 m. Użycie peryskopu nocnego wymaga oświetlenia terenu przed BWR reflektorem podczerwieni PG-125.
Dowódca dysponuje typowym dla BMP-1 przyrządem obserwacyjnym TKN-3B oraz dwoma peryskopami TNPO-170A. Tor nocny przyrządu TKN-3B wymaga podświetlania obserwowanych obiektów reflektorem podczerwieni.
W środkowej części pojazdu znajduje się przedział bojowy z wieżą obrotową. Wieża pancerna ma kształt stożka ściętego. W wieży znajduje się zasadnicze uzbrojenie wozu: 14,5 mm wkm KPWT i sprzężony z nim 7,62 mm karabin maszynowy SGMT (lub PKT). Uzbrojenie nie jest stabilizowane. 
Do celowania służy strzelcowi celownik optyczny PP-61. W wersji OT-90M1 i OT-90M2 obserwację poza polem widzenia celownika zapewnia peryskop TPN-350. 
W przedziale tylnym miejsca zajmują miejsce żołnierze desantu. Mogą oni prowadzić ogień przez strzelnice w burtach i tylnych drzwiach przedziału.